# Medycyna stylu życia

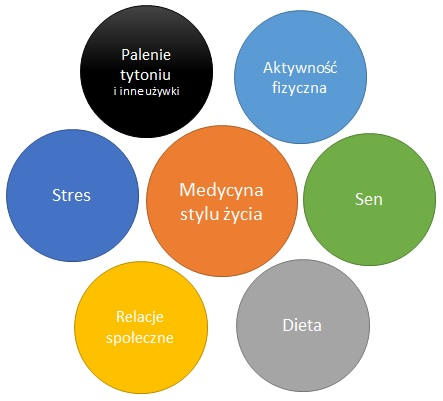
6 obszarów medycyny stylu życia

Medycyna stylu życia – dziedzina medycyny, która w oparciu o dowody naukowe wykorzystuje kompleksowe zmiany codziennych zachowań w celu zapobiegania chorobom, odwracania ich skutków oraz wspierania procesu leczenia. Zmiany zachowań koncentrują się głównie w sześciu obszarach, do których należą: palenie tytoniu (i inne używki), odżywianie, aktywność fizyczna, radzenie sobie ze stresem, sen i wsparcie społeczne.

## Rozwój medycyny stylu życia na świecie
Współcześnie w państwach rozwiniętych największy wpływ na ryzyko zgonu i niepełnosprawności mają czynniki behawioralne oraz czynniki metaboliczne. Wśród czynników behawioralnych, jako najbardziej istotne wskazuje się niewłaściwą dietę, palenie tytoniu (w tym bierne), spożywanie alkoholu oraz niską aktywność fizyczną. Z kolei wśród czynników metabolicznych wskazywane są nadwaga i otyłość, nadciśnienie tętnicze, zaburzenia lipidowe, wysoki poziom glukozy we krwi. Ryzyko zgonu i niepełnosprawności może zostać w istotnym stopniu ograniczone poprzez kompleksowe zmiany codziennych zachowań. Skuteczne wprowadzenie takich zmian wymaga jednak odpowiedniej wiedzy i kompetencji, które może zaoferować medycyna stylu życia.
Pojęcie medycyna stylu życia (ang. lifestyle medicine) w kontekście medycyny zostało po raz pierwszy użyte w tytule sympozjum, które odbyło się w 1989. W tytule artykułu naukowego termin medycyna stylu życia po raz pierwszy został użyty w 1990. Pierwszy podręcznik medycyny stylu życia został wydany w 1999. W kolejnych latach na całym świecie zaczęły powstawać towarzystwa naukowe zajmujące się medycyną stylu życia, w tym m.in. American College of Lifestyle Medicine (ACLM) oraz The European Lifestyle Medicine Organization (ELMO). Organizacje krajowe aktywnie ze sobą współpracują m.in. w ramach Lifestyle Medicine Global Alliance.  
Medycyna stylu życia jest obecnie elementem kształcenia studentów niektórych uczelni medycznych i lekarzy w takich państwach jak m.in. Litwa, Stany Zjednoczone i Wielka Brytania.  

## Rozwój medycyny stylu życia w Polsce
Pierwszy podręcznik medycyny stylu życia w języku polskim został wydany w 2018. W tym samym roku zostało utworzone towarzystwo naukowe z siedzibą w Warszawie pod nazwą Polskie Towarzystwo Medycyny Stylu Życia, które było organizatorem I Międzynarodowego Kongresu Medycyny Stylu Życia. Medycyna stylu życia rozwija się również na polu akademickim w oparciu o koła naukowe w uczelniach medycznych, w tym od 2016 w Warszawskim Uniwersytecie Medycznym, od 2019 w Pomorskim Uniwersytecie Medycznym, Uniwersytecie Medycznym im. Piastów Śląskich we Wrocławiu i Uniwersytecie Medycznym im. Karola Marcinkowskiego w Poznaniu oraz od 2020 w Uniwersytecie Medycznym w Lublinie i Uniwersytecie Medycznym w Łodzi. W 2020 w Centrum Medycznym Kształcenia Podyplomowego w Szkole Zdrowia Publicznego powstał pierwszy w Polsce Zakład Medycyny Stylu Życia.